# Jacira Francisco Mendonça
Jacira Francisco Mendonca (7 de gener de 1986) és una esportista guineana que competeix en lluita estil lliure, guanyadora d'una medalla de bronze als Jocs Panafricans de 2007.
Ha guanyat cinc medalles al Campionat Africà de Lluita entre els anys 2009 i 2014.
Va participar en els Jocs Olímpics d'Estiu de Londres 2012, aconseguint un 17è lloc en la categoria 63 kg.

## Palmarès internacional
| Jocs Panafricans | Jocs Panafricans     | Jocs Panafricans | Jocs Panafricans |
| Any              | Lloc                 | Medalla          | Categoria        |
| ---------------- | -------------------- | ---------------- | ---------------- |
| 2007             | Alger ( Algèria)     | 3                | Lliure 55 kg     |
| Campionat Africà |                      |                  |                  |
| Any              | Lloc                 | Medalla          | Categoria        |
| 2009             | Casablanca ( Marroc) | 3                | Lliure 55 kg     |
| 2010             | el Caire ( Egipte)   | 2                | Lliure 59 kg     |
| 2011             | Dakar ( Senegal)     | 1                | Lliure 59 kg     |
| 2012             | Marrakech ( Marroc)  | 1                | Lliure 63 kg     |
| 2014             | Tunísia ( Tunísia)   | 3                | Lliure 63 kg     |